# 2014年直升機墜毀諾福克郡事故
2014年直升機墜毀諾福克郡事故是指在2014年1月7日時，隸屬於美国驻欧空軍第48戰鬥機聯隊（派署英國）的HH-60直升機在執行例行性訓練時墜毀於英格蘭東部諾福克郡的事故，這次事件共計造成4名直升機機組人員死亡。

## 外部連結
- Laporan dari BBC（页面存档备份，存于）
- Laporan dari Sky News
- Gambar dari BBC（页面存档备份，存于）